# Molitor & Kuzmin
Pour les articles homonymes, voir Molitor et Kouzmine.

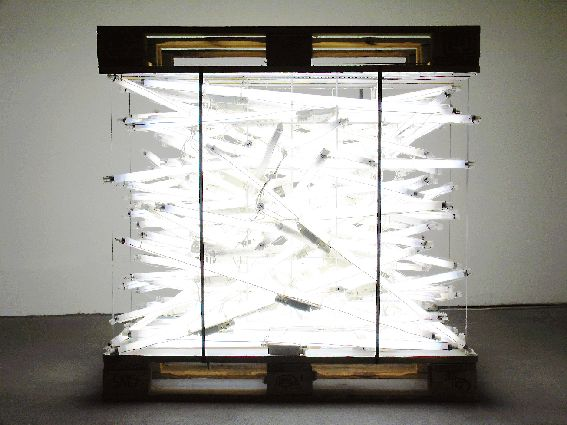
Cargaison, 1998

Molitor & Kuzmin est un duo d'artistes, Ursula Molitor et Vladimir Kuzmin, de light art.

## Biographie et œuvre

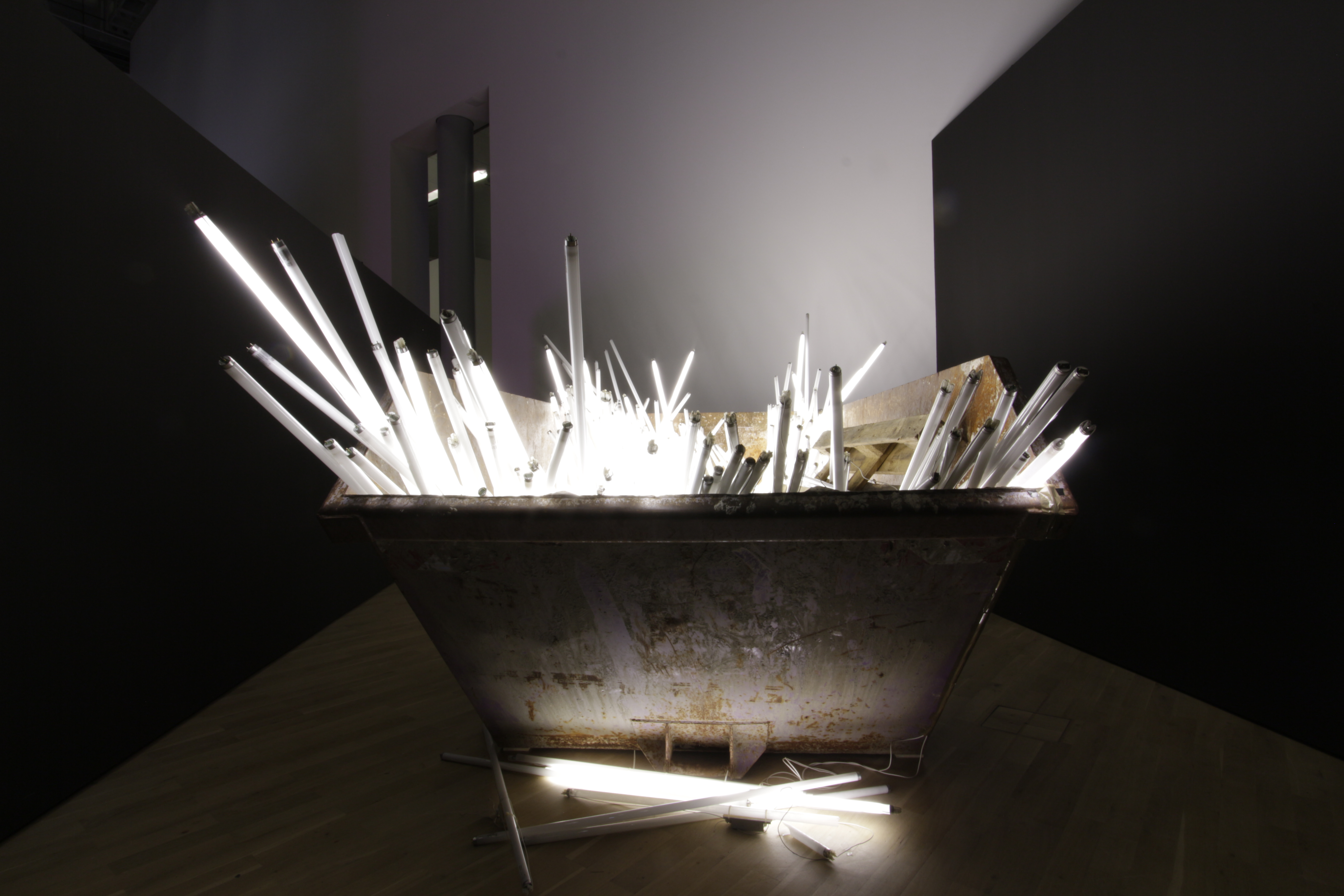
Œuvre d'art.

Ursula Molitor (née le 6 juin 1947 à Hermannsburg, Basse-Saxe) étudie le graphisme à Hambourg puis travaille dans ce domaine et comme illustratrice. Depuis 1983, elle a un atelier à Cologne.
Vladimir Kuzmin (né le 16 octobre 1943 à Zaporijjia, Union soviétique, aujourd'hui Ukraine) étudie l'architecture à Moscou puis fait de la peinture et de la gravure à Moscou. Il vit et travaille à Cologne depuis 1992.
Depuis 1996, ils forment le duo Molitor & Kuzmin. Pour leurs installations et leurs objets lumineux, ils travaillent avec le jeu de la lumière et de l’ombre, avec des contrastes et des paradoxes. Les matériaux de travail préférés sont les tubes fluorescents industriels, qu’ils utilisent artistiquement comme des modules.

## Source de la traduction
- (de) Cet article est partiellement ou en totalité issu de l’article de Wikipédia en allemand intitulé « Molitor & Kuzmin » (voir la liste des auteurs).